# Номинална вриједност
Номинална вриједност је вриједност исказана на неком вриједносном папиру или исказана вриједност средстава и обавеза у пословним књигама, која се може али и не мора подударати са реалном (стварном) вриједношћу.
Номинална вриједност новца је број новчаних јединица који је уписан на банкноти или монети (апоену). Поред номиналне вриједности, новац има и реалну вриједност.
Реална вриједност новца је одређена његовом куповном снагом. Стабилност новца постоји онда када се не мијења његова реална вриједност односно куповна снага. Код новца може доћи до одређених поремећаја а ти поремећаји се могу јавити као:
- Инфлација је обиље новца који не вриједи много. Код инфлације долази до општег раста тржишних цијена, понуда робе пада у односу на тражњу а трошкови живота расту. Куповна моћ новца је врло ниска. Код инфлације штету трпе лица са сталним примањима попут - радника и пензионера, или повјериоца који су дали новац на зајам.
- Дефлација је сасвим супротно од инфлације. Тржишне цијене падају што је посљедица раста вриједности новца. У овом случају долази до оскудице новца. Корист од дефлације имају лица са стабилним приходом.[2]
- Депресијација је пад вриједности домаће валуте у односу на друге валуте. То је процес који претходи девалвацији.[3]
- Апресијација је пораст вриједности домаће валуте у односу на друге валуте.

## Преглед
Номинална вредност обвезница обично представља главну или откупну вредност. Камата се изражава као проценат номиналне вредности. Пре доспећа, стварна вредност обвезнице може бити већа или мања од номиналне вредности, у зависности од каматне стопе која се плаћа и перцепције ризика од неизвршења обавеза. Како се доспеће приближава, тако се стварна вредност приближава номиналној вредности.
У случају акција, номинална вредност се разликује у зависности од врсте акција. На пример, уколико су у питању обичне акције, номинална вредност је у великој мери симболична. У случају преференцијалних акција постоје дивиденде које се могу изразити као проценат номиналне вредности и акционари који поседују ову врсту акција имају приоритете у исплаћивању у односу на оне који имају обичне акције.
Када говоримо о полиси животног осигурања, номинална вредност која се односи на овај појам је, заправо, одређени износ новца који се везује за политику самог осигурања и који се исплаћује породици корисника, односно, осигураника или некој другој блиској особи након његове смрти. Такође постоји и „двоструко обештећење” које се наводи у полиси и које подразумева да је осигурање дужно да у случају изненадне смрти осигураника исплати дупло већи износ од уобичајеног већ наведеним примаоцима.
Везано за имовину, здравствено или осигурање у случају несреће, номинална вредност подразумева максимални износ који се плаћа и који је наведен на главној страни полисе.
Номинална вредност може да се односи и на стварну вредност нечег другог, а да то није само у финансијском и рачуноводственом домену појмова и алата. На пример, може се посматрати као неки план или концепт. У овом контексту, номинална вредност посматра очигледну вредност одређене идеје, пре тестирања и спровођења плана или концепта.
Такође, номинална вредност може да се односи и на цену која је одштампана на улазници за неки спортски или културни догађај, неки концерт или било какву сличну прилику или дешавање. У питању је цена коју је организација домаћин првобитно одредила. У великом броју правних система, поновна продаја карата за износ који је виши од номиналне вредности (или одређеног износа изнад номиналне вредности) се сматра нелегалном и представља „скалирање” карата које подразумева стратегију трговања кроз коју продавац покушава да направи велики профит на малу промену цене.
У енглеском језику постоји неколико израза у којима се помиње појам номиналне вредности. Најчешће коришћен, а и онај који је најближи нашем језику, је „to take someone at face value“. Овај израз се неретко помиње у свакодневном говору и његов превод је „узимати здраво за готово“, а значење се може дефинисати као мишљење некога о нечему које је довољно убедљиво за слушаоца тако да оно може бити одобрено без икаквих сумњи и потребе за провером истинитости.